# Giovanni Battista Morana
Giovanni Battista Morana est un homme politique italien, né le 8 novembre 1833 à Palerme, mort le 26 décembre 1900 au Caire.

## Biographie
Issu d'une famille de commerçants, il est diplômé en droit à l'université de Palerme. Il est avocat, débutant dans l'étude du pénaliste et patriote Giuseppe Puglia.
Il finance la lutte pour l'autonomie sicilienne et participe à la préparation de l'insurrection sicilienne de 1860. Il intègre les chemises rouges garibalbiennes puis intègre l'armée régulière jusqu'en 1873.
Il est député de gauche historique de la XIIe à la XVIe législature, envoyé par les électeurs de la troisième circonscription de Palerme de 1874 à 1882, puis ceux de la première de Palerme de 1882 à 1886, date à laquelle il est battu à Palerme malgré le soutien de Depretis et les pressions du préfet Bardesono, mais élu à Caltanissetta.
Sa motion de censure fait tomber le cabinet de Marco Minghetti et permet à Agostino Depretis de former le premier gouvernement composé exclusivement d'hommes politiques de gauche. Son rôle dans la chute de la droite historique met en lumière le poids de la Sicile et du Mezzogiorno dans les nouveaux équilibres politiques italiens.